# دان أمبويير
دان أمبويير (بالإنجليزية: Dan Amboyer)‏ مواليد 28 ديسمبر 1984 في ديترويت، هو ممثل أمريكي بدأ مسيرته الفنية عام 2007.

## الأعمال
- بيرسون أوف إنترست
- باتمان ضد سوبرمان : فجر العدالة

## وصلات خارجية
- الموقع الرسمي
- دان أمبويير على موقع IMDb (الإنجليزية)
- دان أمبويير على موقع ألو سيني (الفرنسية)
- دان أمبويير على موقع أول موفي (الإنجليزية)
- دان أمبويير على موقع قاعدة بيانات الفيلم (الإنجليزية)
- دان أمبويير على موقع كينوبويسك (الروسية)